# Scolypopa australis
Scolypopa australis är en insektsart som först beskrevs av Walker 1851.  Scolypopa australis ingår i släktet Scolypopa och familjen Ricaniidae. Inga underarter finns listade i Catalogue of Life.

## Bildgalleri

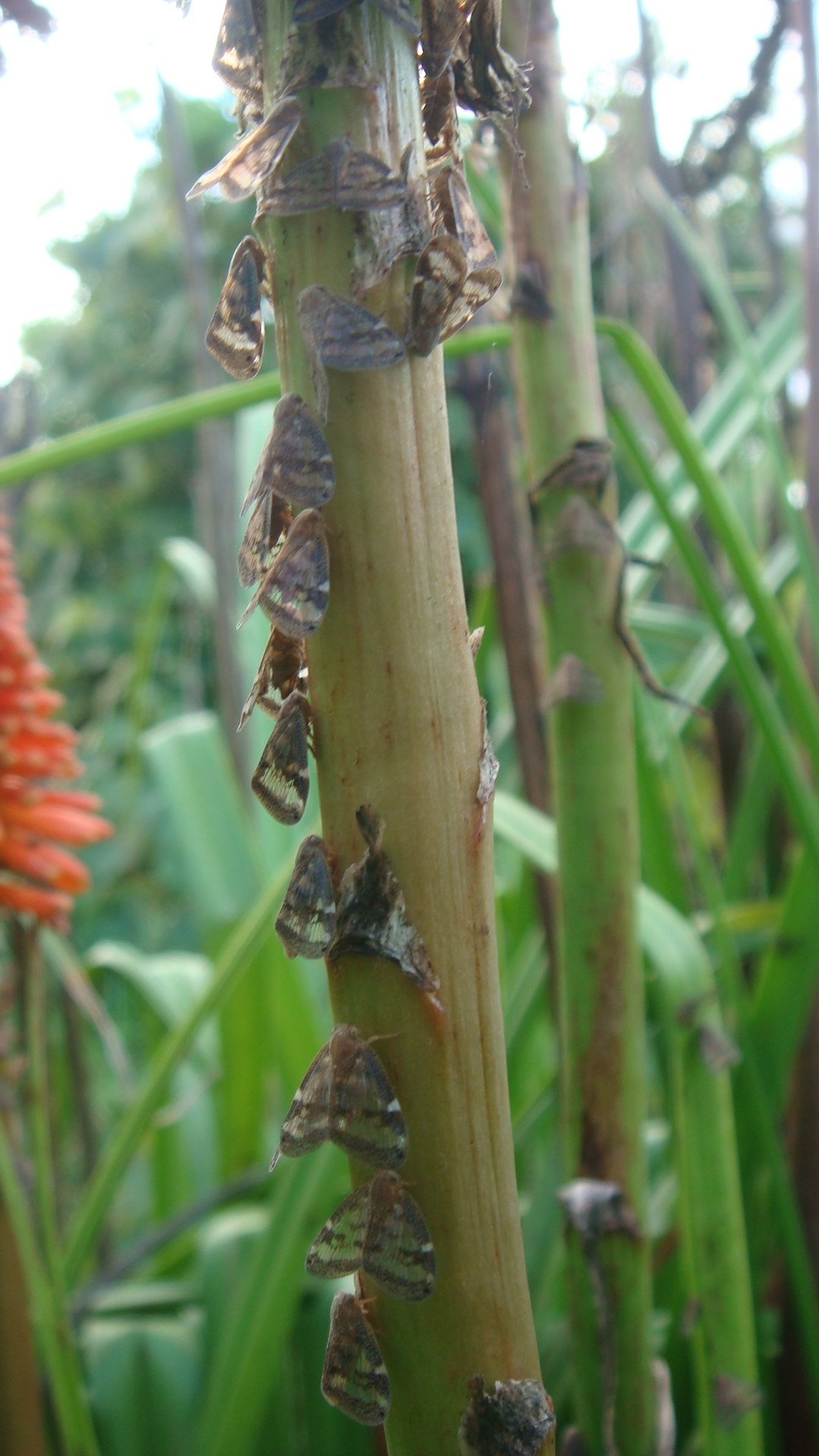
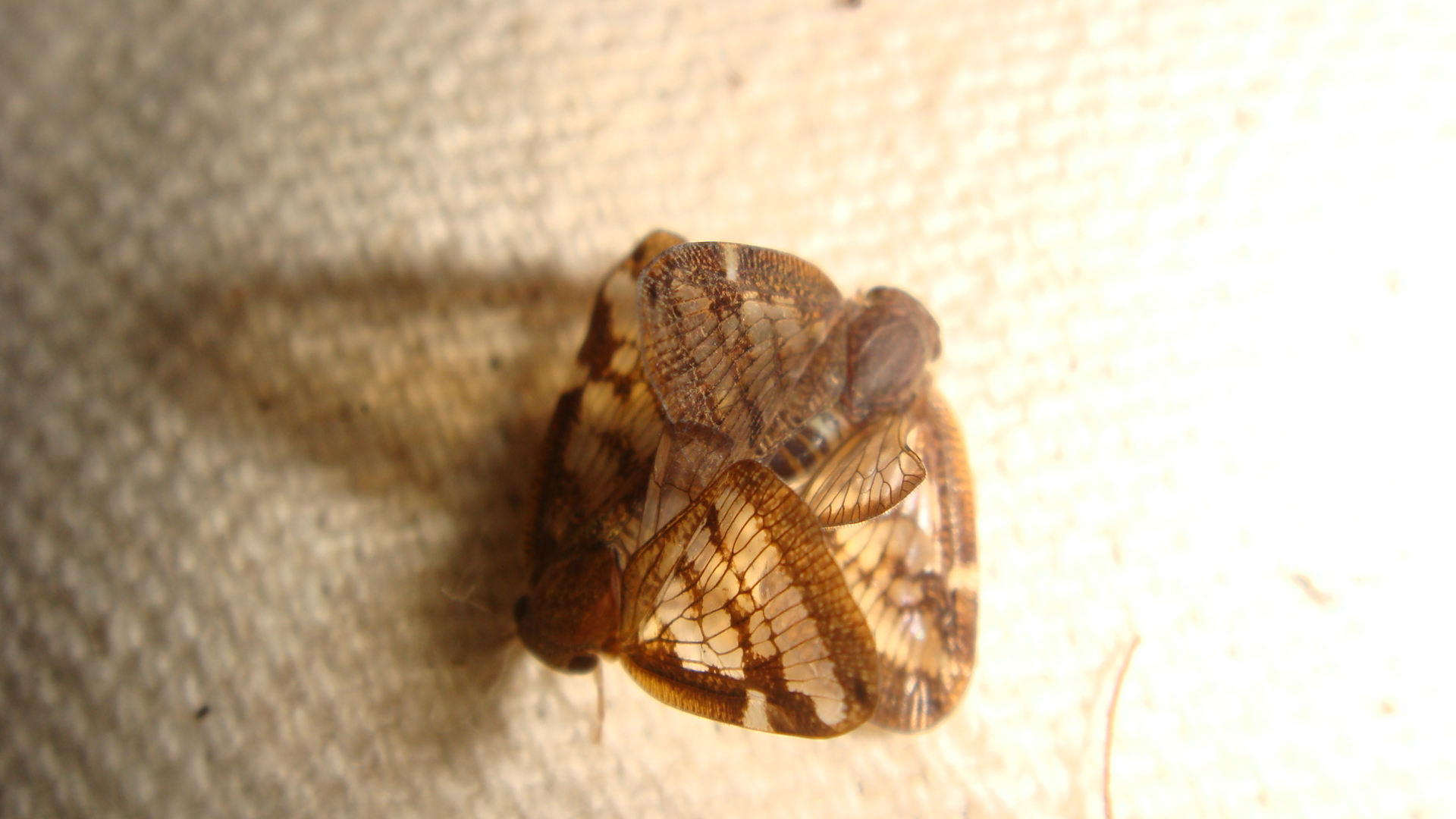
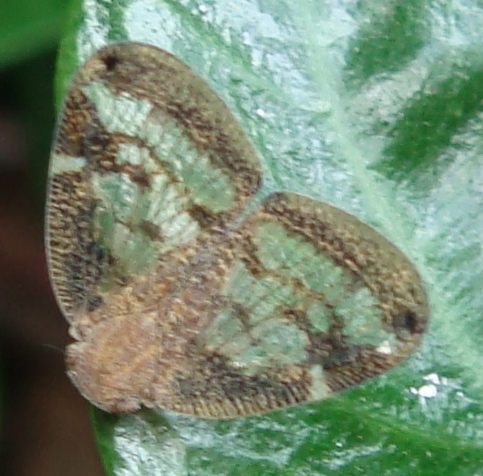